# Dendrogramma enigmatica
Dendrogramma enigmatica là một loài trong bộ Siphonophorae, loài duy nhất trong chi của nó. Nó đã được mô tả lần đầu tiên vào năm 2014 trên cơ sở hình thái học của nó từ một bộ sưu tập các mẫu vật được thu thập vào năm 1986. Do ái lực phân loại của nó giữa các loài động vật không rõ ràng, nó đã được xác định thêm vào năm 2016 là một siphonophore bằng cách mã vạch DNA và phylogenomics từ vật liệu RNA từ các mẫu vật mới. Các mẫu vật được cho là đại diện cho các bộ phận của toàn bộ loài này, vẫn chưa được xác định.

## Phát hiện
Các mẫu vật Dendrogramma được phát hiện ở vùng biển đông nam Úc trong một cuộc nghiên cứu khoa học năm 1986. Chúng được thu thập ở vùng biển sâu từ 400 mét (1.300 ft) tới 1.000 mét (3.300 ft) tại rìa lục địa gần Tasmania. Các nhà nghiên cứu ngay lập tức nhận thấy các đặc điểm khác thường của 18 mẫu vật họ thu gom được. Các mẫu vật này được bảo quản trong formaldehyd, sau đó là etanol để tiếp tục nghiên cứu.
Khi trở lại khu vực lấy mẫu năm 1988, họ không thể tìm thêm được mẫu vật nào. Tới năm 2014, các nhà nghiên cứu mới công bố phát hiện trên một bài viết của tạp chí PLOS ONE. Jean Just của đại học Copenhagen, người tham gia chuyến đi năm 1986, giải thích việc công bố chậm trễ: "Lần đầu tiên bạn nghĩ mình có gì đó thật khác thường, cần một thời gian dài để nghiên cứu, đọc, và bàn bạc, và tự làm mình tin rằng đã vấp phải thứ gì đó thực sự đặc biệt".

## Đặt tên
Tên chi Dendrogramma bắt nguồn từ hai từ tiếng Hy Lạp cổ đại δένδρον (déndron), có nghĩa là "cây", và γράμμα (grámma), có nghĩa là "hình vẽ, hình toán học". Nó ám chỉ đến mô hình phân nhánh của các ống tiêu hóa, nhìn giống như một biểu đồ sinh học, tức là sơ đồ phân nhánh thường được các nhà sinh vật học sử dụng để minh họa mối quan hệ tiến hóa giữa các sinh vật.
Tên cụ thể enigmatica (enigmatic nghĩa là "bí ẩn" trong tiếng Anh) đề cập đến bản chất bí ẩn của loài sinh vật này, trong khi discoides - tên của loài thứ hai - ám chỉ đến hình dạng giống đĩa của nó.

## Miêu tả

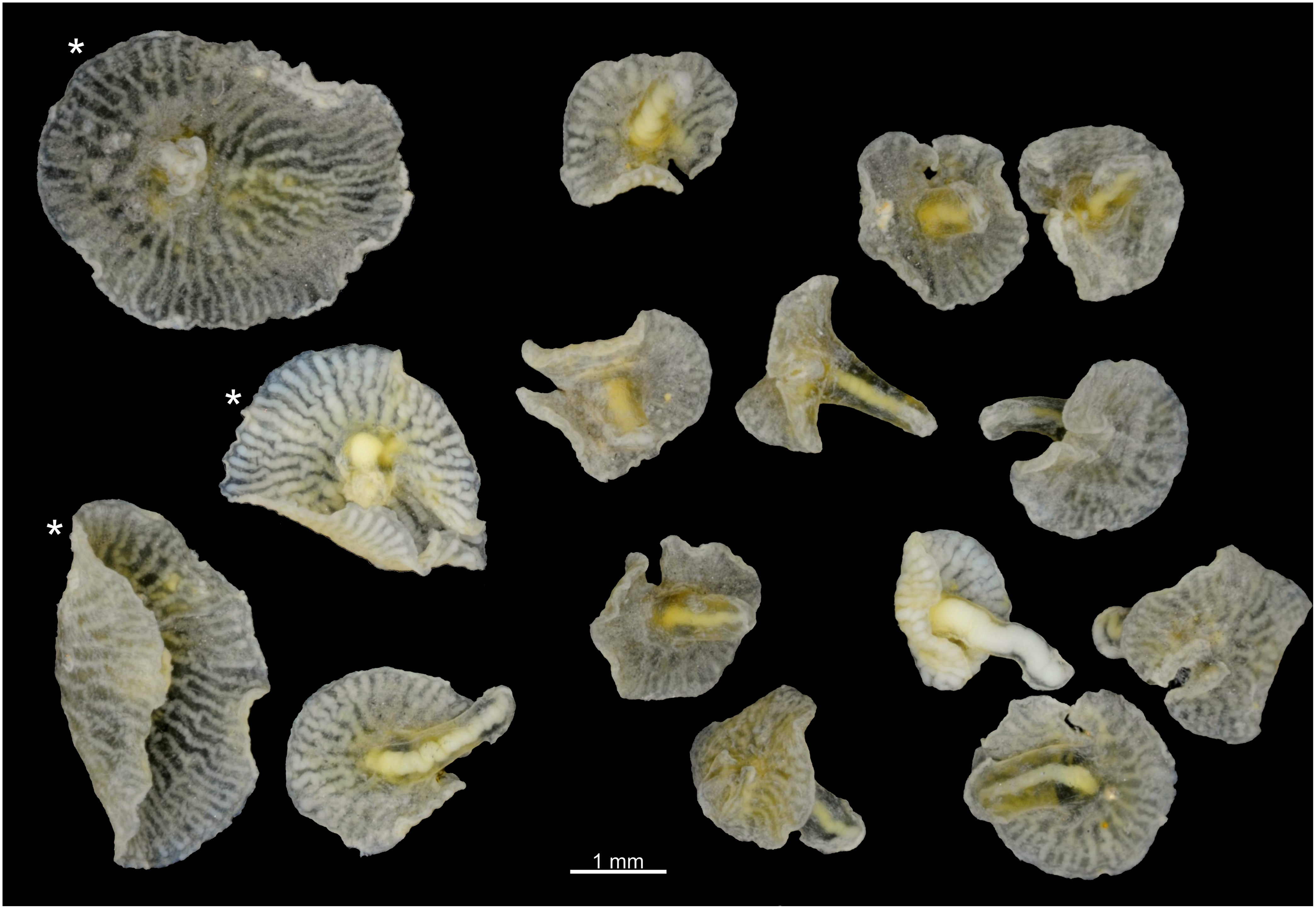
Mẫu vật D. discoides (*) và D. enigmatica.

Sinh vật biển này có hình dạng khá giống quả thể nấm, với cấu trúc không đối xứng. Cơ thể chúng có một cái đĩa hơi tròn, dẹt và một cái đế với miệng ở cuối, xung quanh có các thùy. Miệng mở đầu một ống tiêu hóa dài, ống tiêu hóa phân nhánh khi đến đĩa. Chúng có da trong suốt, dạ dày được tách ra khỏi da bởi một lớp chất (mesoglea). Cái đế dài 8 mm trong khi cái đĩa có đường kính 11 tới 17 mm, mặc dù mẫu gốc đã co lại trong êtanol sau khi được đo đạc.
Hai loài Dendrogramma chủ yếu khác nhau ở hình dạng cái đĩa và tỉ lệ chiều dài của đế: D. discoides có đĩa trọn vẹn và đế ngắn về tỉ lệ (dài khoảng 10% đường kính đĩa), trong khi D. enigmatica có đĩa hình V và đế dài hơn về tỉ lệ (dài 70% đường kính đĩa).
Động vật này là loài sống tự do. Chúng không có khả năng bơi. Cái miệng nhỏ của chúng khá đơn giản và cách ăn uống không rõ ràng, tuy nhiên, có gợi ý rằng các thùy quanh miệng có thể tiết ra một thứ nước nhày để bắt sinh vật phù du trong nước.

## Các mối quan hệ
Dendrogramma có cấu trúc cơ thể tương tự như các loài động vật thuộc ngành Thích ty bào và Ctenophora, nhưng các mẫu vật đã được quan sát thiếu các tế bào đốt của động vật Thích ty bào, và các xúc tu của động vật Ctenophora. Mã vạch DNA dựa trên các dấu hiệu của ty thể (COXI và 16S rRNA) và ribosome nhân (18S rRNA và 28S rRNA), được kết hợp với phát sinh loài phân tử dựa trên trình tự từ 155 gen hạt nhân được chiết xuất từ hệ thống phiên mã, chỉ ra mối quan hệ với Rhodaliidae siphonophores. Cụ thể hơn, Dendrogramma có vẻ có họ hàng gần gũi với các thành viên trong các họ Agalmatidae (Agalma), Abylidae (Abylopsis), và Prayidae (Craseoa).